# العلاقات السويسرية الناميبية
العلاقات السويسرية الناميبية هي العلاقات الثنائية التي تجمع بين سويسرا وناميبيا.

## مقارنة بين البلدين
هذه مقارنة عامة ومرجعية للدولتين:
| وجه المقارنة                                              | سويسرا                                                                                      | ناميبيا      |
| --------------------------------------------------------- | ------------------------------------------------------------------------------------------- | ------------ |
| المساحة (كم2)                                             | 41.28 ألف                                                                                   | 825.62 ألف   |
| عدد السكان (نسمة)                                         | 8.21 مليون                                                                                  | 2.53 مليون   |
| الكثافة السكانية (ن./كم²)                                 | 198.89                                                                                      | 3.06         |
| العاصمة                                                   | برن                                                                                         | ويندهوك      |
| اللغة الرسمية                                             | اللغة الألمانية، اللغة الإيطالية، لغة فرنسية، اللغة الرومانشية، الألمانية السويسرية الموحدة | لغة إنجليزية |
| العملة                                                    | فرنك سويسري                                                                                 | دولار ناميبي |
| الناتج المحلي الإجمالي (بليون دولار)                      | 678.89 مليار                                                                                | 13.24 مليار  |
| الناتج المحلي الإجمالي (تعادل القوة الشرائية) بليون دولار | 518.07 مليار                                                                                | 25.60 مليار  |
| الناتج المحلي الإجمالي الاسمي للفرد دولار أمريكي          | 80.94 ألف                                                                                   | 4.67 ألف     |
| الناتج المحلي الإجمالي للفرد دولار أمريكي                 | 59.54 ألف                                                                                   | 9.96 ألف     |
| مؤشر التنمية البشرية                                      | 0.930                                                                                       | 0.628        |
| رمز المكالمات الدولي                                      | +41                                                                                         | +264         |
| رمز الإنترنت                                              | .ch، .swiss ‏                                                                                | .na          |
| المنطقة الزمنية                                           | توقيت وسط أوروبا، ت ع م+01:00، ت ع م+02:00، أوروبا/زيورخ ‏                                   | ت ع م+02:00  |

## منظمات دولية مشتركة
يشترك البلدان في عضوية مجموعة من المنظمات الدولية، منها:
| علم المنظمة | اسم المنظمة                        | تاريخ انضمام سويسرا | تاريخ انضمام ناميبيا |
| ----------- | ---------------------------------- | ------------------- | -------------------- |
|             | مؤسسة التمويل الدولية              | 29 مايو 1992        | 25 سبتمبر 1990       |
|             | منظمة حظر الأسلحة الكيميائية       | ?                   | ?                    |
|             | البنك الإفريقي للتنمية             | ?                   | ?                    |
|             | يونسكو                             | 28 يناير 1949       | 2 نوفمبر 1978        |
|             | الأمم المتحدة                      | 10 سبتمبر 2002      | 23 أبريل 1990        |
|             | الاتحاد الدولي للاتصالات           | 1866                | 25 يناير 1984        |
|             | منظمة الشرطة الجنائية الدولية      | ?                   | ?                    |
|             | البنك الدولي للإنشاء والتعمير      | 29 مايو 1992        | 25 سبتمبر 1990       |
|             | الاتحاد البريدي العالمي            | ?                   | ?                    |
|             | منظمة التجارة العالمية             | ?                   | ?                    |
|             | وكالة ضمان الاستثمار متعدد الأطراف | 12 أبريل 1988       | 25 سبتمبر 1990       |

## وصلات خارجية
- موقع وزارة الخارجية السويسرية